# ウジェーヌ・ボザ
ウジェーヌ・ジョゼフ・ボザ（Eugène Joseph Bozza, 1905年4月4日 - 1991年9月28日）は、フランスの作曲家。主に室内楽の作品で知られる。

## 生涯
ボザはニースにイタリア人とフランス人の両親の間に生まれ、幼少期からヴァイオリンを学んだ後、パリ音楽院でアンリ・ビュッセル、ジャック・イベールらに師事、作曲・指揮およびヴァイオリンを学んだ。彼の作品には5つの交響曲、オペラ「レオニーダス Leonidas」（1947年）、バレエ「海原の戯れ Jeux de plage」（1950年）、および多数の管楽アンサンブル曲があるが、作品の大部分は母国フランスで演奏されることは希である。1934年には、カンタータ「ルクマニの伝説 La légende de Roukmāni」でローマ大賞を受賞した。
1939年にはパリ・オペラ＝コミック座の指揮者をつとめ、1951年から引退する1975年までヴァランシエンヌにある国立音楽学校で校長を務めた。
1956年レジオン・ドヌール勲章受章。1991年にヴァランシエンヌで逝去。
楽譜出版社はほとんどがAlphonse Leduc社。一部Max Eschig社、Peters社などから出版されている。

## 作風
彼は非常な多作家で、交響曲・カンタータ・声楽曲・オペラ・協奏曲などほぼ全てのジャンルを手がけているが、特に日本においては管楽器曲の作曲で知られており、その活動期間のうちにほとんど全ての管楽器や弦楽器のための作品を作っている。
管楽器向けの作品の多くはパリ音楽院の入試・または卒業試験のための課題曲であり、そのため現在でも各種コンクールや音楽大学入試のための課題曲としてボザの作品は頻繁に取り上げられる。
ボザの作風としては、現代に属する作家ながら特殊な技法や奏法は用いず（管楽器のためのエチュード「図形楽譜」は例外）、一般的な奏法の中で創作している。楽器の能力の限界まで挑戦した演奏技術が要求される一方、20世紀のフランス室内楽の特徴である表現豊かで美しい旋律をもつ形式は失われていない。またレスピーギ、プーランク、ラヴェル、ドビュッシーなどボザ自身が影響を受けた他の作曲家の引用を多く用いている。
（引用の一例）
- ホルンとピアノのための「森にて」ではレスピーギの「ローマの祭」の狩りのファンファーレが引用されている。
- 金管五重奏のためのソナチネ第4楽章はラヴェルのピアノ協奏曲第3楽章の引用である。
- 管楽合奏のための「子どもの序曲」ではイギリス童謡「ロンドン橋落ちた」、ラヴェルの歌劇「子供と魔法」第2場などの引用がある。
- 金管合奏のための「英雄ファンファーレ」「式典のための序曲」、4本のホルンのための「組曲」ではレスピーギの「ローマの松」最終部のアッピア街道の松のフレーズが引用されている。

また自身の楽曲で創作した旋律の流用や編曲も多岐にわたる。例を挙げると、初期サクソフォーンのための重要な楽曲である「アリア」（1936年）はフルート、ヴァイオリン、クラリネット、チェロと弦楽合奏のための編曲が存在する。また、木管五重奏のための「スケルツォ」（1944年）では、4本のフルートのための「夏山の一日」第2楽章、6本のクラリネットのための「ほたる」、4本のサクソフォーンのための「雲」などに流用・編曲されている。
晩年にはフルートとピアノのための「日本民謡の主題による5つの歌」のように平易な技術で演奏できる作品も創作するが、ほとんどの楽曲は高度な演奏技術を必要とし、中級～上級者のアマチュア奏者からプロ奏者にとってのスタンダードなレパートリーとなっている。

## 主要作品

### 管弦楽曲
- ローマの祭り（1939年）
- 自由な変奏とフィナーレ（1943年）
- スケルツォ（1943年）
- 交響詩「勝利者の正義」（1945年）
- 交響曲（1948年）
- 前奏曲とパッサカリア（1950年）
- 海上の遊戯
- 軽喜劇のための序曲

### 歌劇
- 3人のソリストと司祭の朗読による叙情詩的幻想「ルクマーニの伝説」（1934年）
- レオニーダ（1946年）
- ベッポー JoséBruyrによる一幕のオペラ（1959年）
- 公爵夫人（1967年）

### 協奏曲
- クラリネット協奏曲
- 室内小協奏曲（多数の種類あり）
- 森にて（ホルンとオーケストラ）

### 室内楽曲
- 無伴奏フルートのための「イマージュ」
- 無伴奏フルートのための「フォルベア」
- オーボエ（またはクラリネット）とピアノのための「イタリア幻想曲」
- クラリネットとピアノのための「ブコリック」
- アルトサクソフォンとピアノ（または弦楽合奏）のための「アリア」
- ホルンとピアノのための「森にて」
- ホルンとピアノのための「頂上にて」
- ホルンとピアノのための「島にて」
- ホルンとピアノのための「遥かな歌」
- トランペットとピアノのための「バディネージュ」
- トランペットとピアノのための「リュスティク」
- トロンボーンとピアノのための「バッハをたたえて」
- 4本のフルートのための「夏山の一日」
- 4本のクラリネットまたは木管楽器のための「ソナチネ」
- 4本のサクソフォンのための「アンダンテとスケルツォ」
- 4本のホルンのための「組曲」
- 木管五重奏のための「スケルツォ」
- 木管五重奏のための「自由な主題による変奏曲」
- 木管五重奏のための「ペンタフォニー」
- 金管五重奏のための「ソナチネ」
- 金管五重奏のための「ビス」
- 打楽器アンサンブルのための「リズミック」
- 6本のクラリネットのための「ほたる」
- 管楽7重奏のための「4つの断章」
- 8つの楽器のための「室内小協奏曲」
- 木管八重奏のための「オクタンフォニー」
- 金管アンサンブルのための「英雄ファンファーレ」
- 金管アンサンブルのための「式典のための序曲」

### 吹奏楽曲
- 子供の序曲
- リズミックな序曲